# Witness for the Prosecution (téléfilm, 1982)
Pour l’article homonyme, voir Témoin à charge.
Pour plus de détails, voir Fiche technique et Distribution.
Witness for the Prosecution ou Témoin à charge est un téléfilm  britannico-américain réalisé par Alan Gibson, diffusé le 4 décembre 1982 sur CBS aux États-Unis.
C'est un remake du film américain Témoin à charge de 1957, adapté de la pièce de théâtre et de la nouvelle homonymes.

## Fiche technique
- Titre original : Witness for the Prosecution
- Réalisation : Alan Gibson
- Scénario : Lawrence B. Marcus et John Gay, d'après la pièce de théâtre Témoin à charge, elle-même adaptée de la nouvelle Témoin à charge d'Agatha Christie
- Décors : Tony Woollard
- Photographie : Arthur Ibbetson
- Costumes : Olga Lehmann
- Montage : Peter Boyle
- Musique : John Cameron
- Production : Norman Rosemont
- Production associée : Nick Gillott
- Sociétés de production : CBS Entertainment Production, Hallmark Hall of Fame Productions, Rosemont Productions et United Artists Television
- Société de distribution : Columbia Broadcasting System (CBS)
- Pays d’origine : Royaume-Uni, États-Unis
- Langue originale : anglais
- Format : couleur - 1,33:1 - Mono
- Genre : Téléfilm policier
- Durée : 97 minutes
- Dates de sortie :
  -  États-Unis : 4 décembre 1982
  -  France : 15 août 1995 sur France 3

## Distribution
- Ralph Richardson : Sir Wilfred Robarts
- Deborah Kerr : Infirmière Plimsoll
- Beau Bridges : Leonard Vole
- Donald Pleasence : Mr. Myers
- Wendy Hiller : Janet Mackenzie
- Diana Rigg : Christine Vole
- David Langton : Mayhew
- Richard Vernon : Brogan-Moore
- Peter Sallis : Carter
- Michael Gough : Juge
- Frank Mills : Chef inspecteur Hearne
- Michael Nightingale : Greffier de la Cour
- Peter Copley : Dr Harrison
- Patricia Leslie : Mrs. French
- John Kidd : Huissier
- Ken Kitson : Policier
- Wilfred Grove : Photographe
- Primi Townsend : Diana
- Andrew MacLachlan : Représentant du jury
- Aubrey Woods (en) : Tailleur
- Zulema Dene : Miss Johnson
- Barbara New : Miss O'Brien
- Jenny Donnison : 1re infirmière
- Ceri Jackson : 2e infirmière